# Ramu Tokashiki
Ramu Tokashiki (渡嘉敷来夢?, Tokashiki Ramu; Kita, 11 giugno 1991) è una cestista giapponese, professionista nella WNBA.

## Carriera
Con il Giappone ha disputato i Giochi olimpici di Rio de Janeiro 2016 e due Campionati mondiali (2014, 2022).

## Palmarès
- WNBA All-Rookie First Team (2015)